# (4227) Kaali
(4227) Kaali es un asteroide perteneciente al cinturón de asteroides, descubierto el 17 de febrero de 1942 por Liisi Oterma desde el Observatorio de Iso-Heikkilä, en Turku, Finlandia.

## Designación y nombre
Designado provisionalmente como 1942 DC. Fue nombrado Kaali en homenaje al cráter de impacto Cráter de Kaali, en la isla Saaremaa, (Estonia).